# Edmond Hamilton
Edmond Hamilton (anglès: Edmond Moore Hamilton)  (Youngstown, 21 d'octubre de 1904 - Lancaster, 1 de febrer de 1977) fou un escriptor de ciència-ficció i guionista de còmics. Ésta considerat un dels principals autors del gènere òpera espacial.

## Biografia
Edmond Moore Hamilton, va néixer a Youngstown, Ohio. Ja des de molt jove es va interessar per la ciència i la tecnologia i això es va reflectir en la seva carrera d'escriptor de ciència-ficció. Va cursar estudis superiors a Pensilvania, i ho va deixar per dedicar-se a escriure.
La carrera d'Edmond Hamilton com a escriptor de ciència-ficció va començar amb la publicació de "The Monster God of Mamurth", una història curta, al número d'agost de 1926 de Weird Tales. Del centenar de novel·les que va escriure al llarg de la seva carrera algunes de les més destacades són; The Star Kings, The City at World's End, The Haunted Stars, Captain Future, d'aquesta se'n va fer un anime japonès entre el 1978-79 i es va traduir a diversos idiomes. Els temes de les seves novel·lés sol ser l'exploració de l'espai, la vida en altres planetes i els viatges en el temps. Un altre de les capçaleres on es va publicar la seva obra fou a la revista pulp de ciència-ficció, Startling Stories, publicada entre 1939 i 1955.
Com a guionista de còmics la dècada del 1940 al 1950 va participar en els guions de les publicacions; Batman, Superman, Superboy, The Human Torch, Strange Adventures, Mystery in Space, Adventure Comics i Action Comics, entre d'altres.
El 31 de desembre de 1946, Hamilton es va casar amb l'autora i guionista de ciència-ficció Leigh Brackett a San Gabriel, Califòrnia, i es va traslladar amb ella a Kinsman, Ohio. Després va escriure algunes de les seves millors obres, com ara les seves novel·les The Star of Life (1947), The Valley of Creation (1948), City at World's End (1951).
Edmond Moore, va morir a Lancaster, Califòrnia, el 1977.